# David Bonderman
Pour les articles homonymes, voir Bonderman.
David Bonderman, né le 27 novembre 1942 à Los Angeles et mort le 11 décembre 2024, est un homme d'affaires américain.

## Biographie
Né le 27 novembre 1942 à Los Angeles, David Bonderman étudie à l'université de Washington. 
Il obtient son diplôme magna cum laude de la faculté de droit de Harvard en 1966.
Il siège aux conseils d'administration de plusieurs grandes entreprises dont General Motors, Ryanair et Kite Pharmaceutical.
Il est cofondateur du géant de la gestion d'actifs alternatifs TPG.
David Bonderman meurt le 11 décembre 2024. Il laisse dans le deuil cinq enfants et trois petits-enfants.